# Стенборг, Петтер
Петтер Стенборг (швед. Petter Stenborg; 1719—1781) — шведский актёр и театральный режиссёр.
Сыграл важную роль в истории шведского театра: он был одним из первых актёров первой шведской национальной сцены и руководителем театральной труппы — одной из двух профессиональных шведскоязычных театральных трупп, действующих в середине XVIII века.

## Биография
Родился в 1719 году.
Первоначально Стенборг был солдатом-добровольцем солдатом Королевской гвардии. В 1746 году он был приглашен актёром в стокгольмский театр в Bollhuset. Уже через два года после приёма на работу режиссёр Шарль Ланглуа назвал его одним из самых ценных актёров театра. В сезоне 1747—1748 годов он стал известен как первый шведской актёр оперы-комик.
После сезона 1753—1754 годов театр лишился разрешения на использование королевского здания Stora Bollhuset, которое было передано королем Адольфом Фредриком и королевой Луизой Ульрикой в пользование французской театральной труппе Sällskapet Du Londel. А существующий театр разделился на две передвижные шведские театральные труппы: труппу Петера Линдала и Йохана Берггольца и труппу Петтера Стенборга Stenborg Company, которые продолжали существовать как шведскоязычные театральные труппы.
Созданная в 1756 году Stenborg Company получила разрешение на ведение театральной деятельности в Стокгольме и выступала во временном помещении. В 1758—1778 его труппа гастролировала по отдалённым районам Швеции и в Финляндии. В числе самых известных актёров его труппы были Адольф Фредрик Нойман, Жан Лёфблад, Йоханна Лёфблад и Кристина Катарина Линдберг.
В 1771 году, после наследования престола королём Швеции Густавом III, французский театр Sällskapet Du Londel был распущен. Петтер Стенборг направил монарху прошение с просьбой об использовании пустующего здания Bollhuset, и некоторое время он там показывал свои представления. В Bollhuset Стенборг работал недолго, так как король решил разместить в этом здании собственную оперу и драматический театр. В 1773 году театральной труппе Сенборга удалось закрепить за собой постоянное здание театра стокгольмском парке Humlegården, где они выступали в летнее время течение следующих семи лет. В зимний период выступать в здании было невозможно.
У Петтера Стенборга было несколько детей от Анны Сары Крюгер (Anna Sara Krüger), которая до женитьбы была домработницей у графа Адама Хорна. Когда в 1780 году Петтер Стенборг вышел на пенсию, он передал руководство своим театром сыну Карлу, который нашёл подходящее здание для театра — Eriksbergsteatern, где труппа могла выступать и зимой. В 1784 году Карл Стенборг открыл собственный Театр Стенборга.
Умер Петтер Стенборг 6 ноября 1781 года в Стокгольме.